# 马拉罗萨
马拉罗萨是巴西戈亚斯州的一个市镇。总面积1703.948平方公里，总人口11311人，人口密度6.6人/平方公里。